# مبرح بن شهاب اليافعي
مبرح بن شهاب بن الحارث السحيتي اليافعي، ويسمى مبرح بن شهاب الرعيني كذلك نسبة إلى رعين جد يافع، من صحابة رسول الله ﷺ ومن سادة قبيلة يافع إحدى بطون حمير، وفد على النبي ﷺ وبايعه في أربعة من قومه ثم شهد فتح مصر وكان قائدًا على ميسرة جيش عمرو بن العاص حينها، ذكر بأن خطته كانت معروفه في الجيزة والفسفاط، وليس له رواية، كان أول من عقد له الصحابي معاذ بن جبل  لواءً باليمن بجانب عبد الله بن شفي والحارث بن تبيع وعامر بن الحارث، ومما ذكر عنه بأن قبة الرحمة بالإسكندرية سميت بهذا الاسم لأن مبرح بن شهاب كان مع عمرو بن العاص في فتحه للإسكندرية فدخل منطقة أبو سليمان بالإسكندرية والتقى بخارجة بن سلمان هناك فجعلا يتقاتلان حتى التقيا فوق تلك القبة ثم تصالحا فرفعا السيف، فسمي ذلك المكان من بعدها بقبة الرحمة.      (يافع دولة)

## نسبه
هو مبرح بن شهاب بن الحارث بن ربيعة بن سحيت بن شرحبيل بن صخر بن عمرو بن شرحبيل بن عمرو بن يافع، من بنو يافع ثم من قبيلة حمير.

## علاقته بتسمية الجيزة
ذكر المؤرخ والكاتب اليمني محمد حسين الفرح في أحد كتبه ناقلاً عن عدة مصادر ما نصه: "وكان على ميسرة الجيش - أي على الجزء الأيسر من جيش عمرو بن العاص - الصحابي مبرح بن شهاب اليافعي الرعيني، وبرفقته حسان بن زياد اليافعي، واجتازوا نهر النيل إلى الضفة الغربية فرکزوا العلم فيها، ومنذ ذلك اليوم سمیت تلك المنطقة بالجيزة."، أي أن منطقة الجيزة في مصر سمِّيت بهذا الاسم نسبة لاجتياز مبرح بن شهاب برفقة الصحابي حسان بن زياد نهر النيل ونزولهم بها.